# Adriana Nikołowa
Adriana Nikołowa, bułg. Адриана Костадинова Николова (ur. 9 listopada 1988 w Starej Zagorze) – bułgarska szachistka i sędzia szachowy, arcymistrzyni od 2011 roku.

## Kariera szachowa
W latach 1996–2008 kilkukrotnie reprezentowała Bułgarię na mistrzostwach świata i Europy juniorek w różnych kategoriach wiekowych (najlepszy wynik: Mureck 1998, ME do 10 lat – dz. II-VI miejsce). W 2006 zwyciężyła w otwartych mistrzostwach kraju kobiet, rozegranych we Wracy, w 2007 podzieliła III-IV m. (za Momcziłem Nikołowem i Płamenem Mładenowem) w mistrzostwach Bułgarii studentów. W 2009 wypełniła dwie arcymistrzowskie normy, w otwartych turniejach rozegranych w Cutro i Amantei, natomiast trzecią – w 2010 w Augsburgu. Również w 2010 podzieliła I m. (wspólnie z Sopio Gwetadze i Azerem Mirzojewem) w Konyi.
W latach 2009 i 2011 wystąpiła w narodowej drużynie na drużynowych mistrzostwach Europy, natomiast w 2010 i 2012 – na szachowych olimpiadach. Jest trzykrotną medalistką indywidualnych mistrzostw Bułgarii: złotą (2011), srebrną (2010) oraz brązową (2014).
Najwyższy ranking w dotychczasowej karierze osiągnęła 1 listopada 2009, z wynikiem 2389 punktów zajmowała wówczas 80. miejsce na światowej liście FIDE, jednocześnie zajmując 2. miejsce (za Antoanetą Stefanową) wśród bułgarskich szachistek.